# 巴米累克人

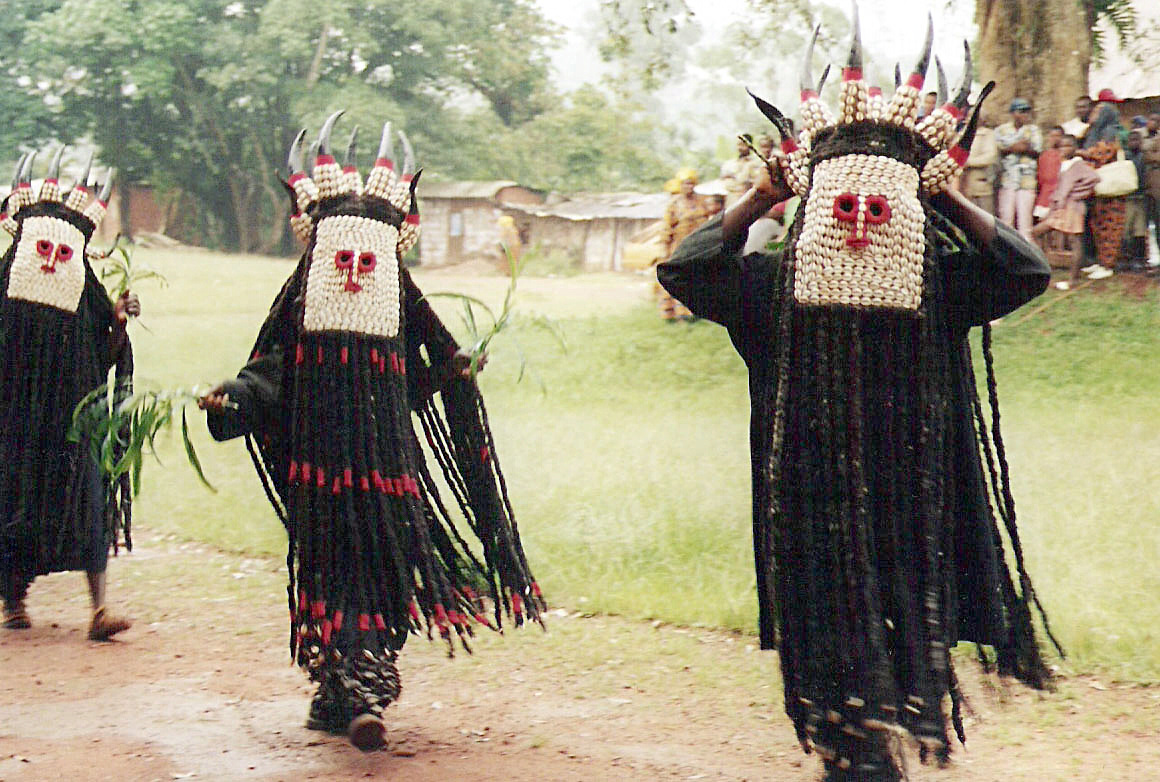
巴米累克舞者

巴米累克人（Bamileke people）是一系列草地班图民族的总称，主要聚居在喀麦隆的西部区和西北区。巴米累克人把自己划分为多个族群，每族有一个酋长。但是这些族群在历史、文化、语言上都有密切的联系。20世纪末时巴米累克人的人口超过2,120,000，是草地班图民族里最多的。语言属尼日尔-刚果语系。